# Нікола Аврамов
Нікола Аврамов (21 травня 1897, Ямбол, Болгарія — 15 червня 1945, Софія, Болгарія) — болгарський художник, майстер натюрморту.

## Біографія
Народився 21 травня 1897 року в Ямболі в родині Васила Аврамова з Калофера, юриста, голови окружного суду, згодом історика, і Цвєтлани Кінчевої з Габрово. У 1921 закінчив Художнє індустріальне училище в Софії за класом живопису, вчився у професора Івана Мирквічки.
У 1920 році спільно з іншими болгарськими художниками заснував групу «незалежні художники» (болг. Независими художници). Члени групи ставили на чільне місце принцип свободи творчості, відсутність обмежень і угод. Способом удосконалення стилю повинні були стати особиста відповідальність художника і самокритика. Цей підхід залишався незмінним і при проведенні виставок, на яких не було відбіркової комісії, а місця в залі розподілялися за допомогою жеребкування.
У період з 1924 по 1934 роки працював художником в Національному музеї художником-копістом, потім був звільнений у зв'язку зі скороченням посади. У 1944 році увійшов до групи Карла Йорданова, яка займалася реставрацією Боянської церкви.
Після приходу до Болгарії у вересні 1944 року окупаційних військ Червоної Армії в будинку художника був проведений обшук, картини вилучено.
Аврамов помер 15 червня 1945 року в Софії.

## Творчість

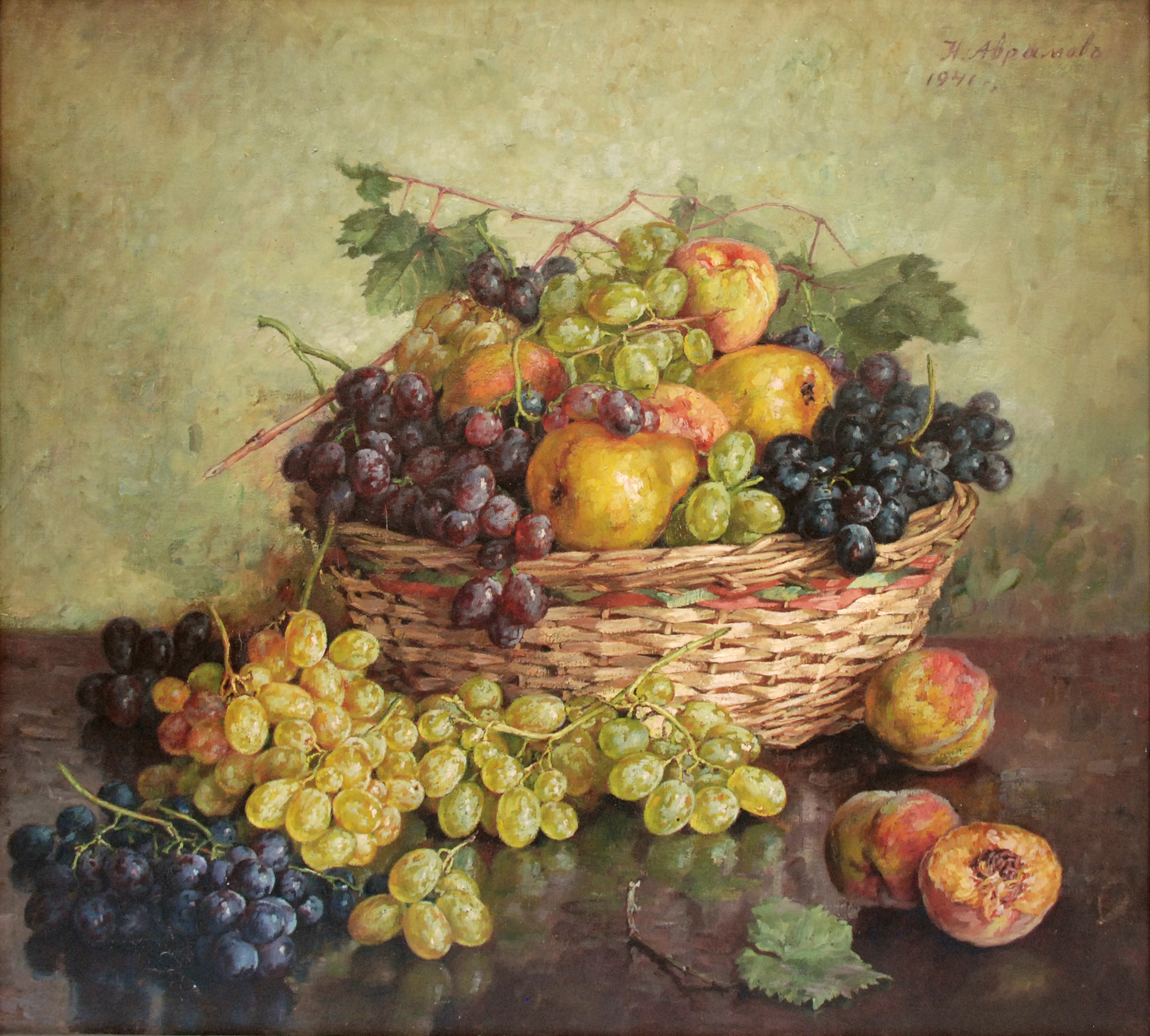

Спеціалізувався в натюрмортах, зображував переважно фрукти. У деяких з його творів відчувався натуралістичні впливи.
У 1924 році брав участь у художніх виставках, організованих Спілкою болгарських художників, також провів у Софії дві персональні виставки, останню — в 1937 році, де були представлені його натюрморти і пейзажі.
У 1930 році зробив копію картини «Рученіца» (болг. Ръченица) свого вчителя Івана Мирквічки. Робота Аврамова вважається найбільш точним відтворенням оригіналу серед інших копій.
Роботи Аврамова експонуються в Національній художній галереї, Софійській міській художній галереї, художніх галереях Варни і Самокова. Велика частина робіт художника знаходиться в зарубіжних і приватних колекціях.

## Родина
Був одружений з Марією Милановою Штиркеловою, племінницею Костянтина Штиркелова. Мав трьох дітей:
- Васил Метев, професор фізики
- Лальо Аврамов, скрипаль-віртуоз
- Цвєтана Аврамова (у шлюбі — Цвєткова), піаністка

Сестра — болгарська поетеса Дора Василева Метева (Аврамова).